# Macrophyllum macrophyllum
Macrophyllum macrophyllum (Schinz, 1821) è un pipistrello della famiglia dei Fillostomidi, unica specie del genere Macrophyllum (Gray, 1838), diffuso nell'America centrale e meridionale.

## Descrizione

### Dimensioni
Pipistrello di piccole dimensioni, con la lunghezza della testa e del corpo tra 40 e 53 mm, la lunghezza dell'avambraccio tra 34 e 45 mm, la lunghezza della coda tra 38 e 49 mm, la lunghezza del piede tra 13 e 16 mm, la lunghezza delle orecchie tra 17 e 20 mm e un peso fino a 11 g.

### Caratteristiche craniche e dentarie
Il cranio ha un rostro corto, lungo meno della metà della scatola cranica, la quale è elevata. Le narici sono troncate lateralmente e dorsalmente, esponendo una zona piatta sopra le radici degli incisivi. La bolla timpanica è piccola. Il premolare superiore anteriore e il premolare inferiore centrale sono piccoli. Gli incisivi superiori sono vicini tra loro e formano una serie continua tra i canini.
Sono caratterizzati dalla seguente formula dentaria:

### Aspetto

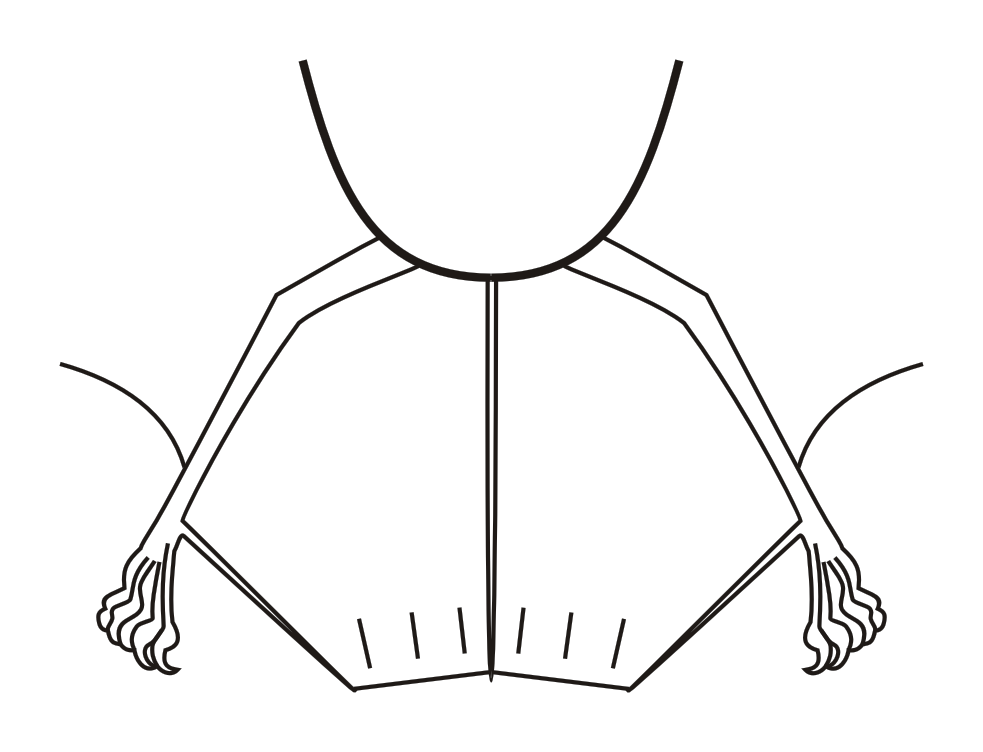
Illustrazione della parte posteriore di Macrophyllum

La pelliccia è lunga e soffice. Le parti dorsali sono bruno-fuligginose, mentre le parti ventrali sono più chiare. La foglia nasale è prominente, lanceolata e attraversata da un rinforzo longitudinale. Le orecchie sono leggermente più lunghe della testa, larghe, appuntite e separate tra loro. Il trago è lungo e appuntito. Le membrane alari sono attaccate posteriormente alla metà terminale della tibia. La coda è lunga e si estende leggermente oltre l'ampio uropatagio, la cui superficie dorsale è ricoperta di denticoli dermici disposti in diverse file longitudinali. Il calcar è molto lungo. Gli arti posteriori sono allungati, mentre i piedi sono ingranditi, forniti di possenti artigli. Il cariotipo è 2n=32 FNa=56.

## Biologia

### Comportamento
Si rifugia all'interno di grotte o alberi cavi in piccole colonie fino a 70 individui.

### Alimentazione
Si nutre di insetti volanti come lepidotteri e ditteri. La particolare morfologia degli arti inferiori suggerisce che possa nutrirsi anche di prede raccolte sulla superficie dell'acqua o immediatamente sotto di essa, come alcune forme del genere Myotis.

### Riproduzione
Femmine gravide sono state catturate in El Salvador.

## Distribuzione e habitat
Questa specie è diffusa nell'America centrale, dallo stato messicano meridionale di Tabasco, attraverso Belize, Honduras, Guatemala, Nicaragua, El Salvador, Costa Rica, Panama, Colombia, Venezuela, Guyana, Suriname, Guyana francese, Ecuador, Perù, Brasile fino alla Bolivia, Paraguay e Argentina settentrionali.
Vive nelle foreste tropicali decidue e pluviali. Si trova frequentemente negli edifici e nei canali di irrigazione.

## Conservazione
La IUCN Red List, considerato il vasto areale, la popolazione presumibilmente numerosa, la presenza in diverse aree protette e la tolleranza alle modifiche ambientali, classifica M.macrophyllum come specie a rischio minimo (Least Concern)).